# Arte povera
Arte povera je umělecké hnutí, které má kořeny v Itálii 50. a 60. let 20. století. Pojem, který by šel volně přeložit jako „chudé umění“, zavedl umělecký kritik Germano Celan v roce 1967, aby jím pojmenoval trend, kdy se umělci snažili vytvářet svá díla z nejjednodušších, „chudých“, materiálů jako dřevo, sláma, hlína, textilie, cement, sádra, plst, tuk apod. Šlo často o instalace a arte povera měla tak velmi blízko ke konceptualismu, někdy je považována za jeho větev. Mezi nejvýznamnější představitele hnutí patřili Jannis Kounellis, Mario Merz, Giuseppe Penone nebo Michelangelo Pistoletto. Ohlasy arte povera v českých zemích lze najít u Stanislava Kolíbala nebo Dalibora Chatrného. Hnutí arte povera odmítlo abstraktní umění a velmi kriticky reflektovalo technologický pokrok a vědeckou racionalitu.